# Колодези (Богородицкий район)
Колодези — деревня в Богородицком районе Тульской области России.
В рамках административно-территориального устройства входит в Романцевский сельский округ Богородицкого района, в рамках организации местного самоуправления включается в Бегичевское сельское поселение.

## География
Расположен в 11 км у северо-востоку от центра города Богородицка.

## История
Село Колодези располагалось на притоке речки Городянка. В 1859 году в селе Колодези (или Частые Колодези) проживало 126 мужчин и 413 женщин. Село принадлежала Пажогину Денису Самойловичу и Волконской Надежде Ивановне. В 1867 году село Частые колодези относилось к Богдановской волости Епифанского уезда. Село Богданово было рядом с Частыми Колодезями, но оно не сохранилось до наших дней. Количество душ по мужскому населения 131 человек.
В центре села находилась Покровская церковь, известная ещё с XVIII века. Кирпичный однопрестольный храм Покрова Пресвятой Богородицы был построен в 1859 года на деньги помещика Квинтилиана Горянова, а также и на деньги местных жителей. В 1863 году началось строительство каменной колокольни. В приход села Частые колодези входили следующие поселения: деревня Бегичево, деревня Орловка, деревня Покровка, деревня Шипулино. Церковь до нашего времени не сохранилась. В 1898 году было заложено новое кладбище.
В 1916 году по книге Новый Кеппен в селе Частые Колодези имелось 56 дворов в них проживало 192 мужчины и 237 женщин. В селе имелась церковно-приходская школа. В 1903 году селе Колодези проживал помещик Рынкевич Д. Е., а также его сестра Рынкевич Н. Е.
В годы Второй мировой войны село было сожжено при нападении немецких войск, и восстановлено после войны. В советское время в деревне функционировал колхоз.

## Население
| 2002 | 2010 |
| ---- | ---- |
| 233  | ↘162 |